# Danielle Bowden
Danielle Bowden o Nancy Bowden es un personaje fícticio creado por John D. MacDonald para su novela "The Executioners" (1957) y de la cual se realizaron dos películas. En la primera, Nancy fue interpretada por Lori Martin, y en la segunda, lo hizo Juliette Lewis.

## Historia
Danielle Bowden es hija del abogado Sam Bowden y de la diseñadora Leigh Bowden. Cuando un peligroso y violento hombre de nombre Max Cady sale de prisión con el único fin de vengarse de Sam por ocultar información que le hubierán dado una absolución, Danielle se ve obligada a mantenerse con cierto cuidado en la ciudad. Cady luego de asesinar al perro de la familia acude a la casa de los Bowden a entregar el collar fingiendo haberlo encontrado. Ahí se da cuenta de la existencia de Danielle lo que piensa facilitaría enormemente sus ventajas para vengarse. Danielle sin haberle visto el rostro ignora que el pudiera ser el acosador de su familia. Cady haciéndose pasar por el profesor de teatro de Danielle la cita en la escuela para una "clase". Ahí Danielle se da cuenta de que el en realidad es Max Cady. Ella siente alguna atracción por Cady ya que el aparenta ser el único que entiende sus problemas familiares. En la escuela Danielle y Cady tienen una plática en el que el le recomienda abandonar a sus padres, además de recomendarle varios libros de literatura erótica. Cuando Cady asesina a la amiga de Danielle, Graciela, ella se da cuenta de su maldad por lo que se arrepiente de haberle facilitado su venganza hacia su padre. En el desenlace en el barco en Cape Fear, Danielle guarda una botella de gasolina y aprovecha cuando Cady enciende su puro para lanzársela y prenderle la cara. Acto seguido, Cady brinca al agua y vuelve a subir al barco exigiéndole a ella y a su madre que se desvistan. En eso Sam y Max tienen un enfrentamiento en el barco. Danielle y Leigh brincan al lago y llegan a la orilla. Cady muere ahogado luego de que Sam le espose el pie en una parte del barco que se hunde lentamente. La familia Bowden permanece unida.

## Análisis del personaje
En el remake de Cape Fear el personaje de Danielle es quién narra el principio y el final de la historia. Ella inicia diciendo que el nombre de "Cape Fear" siempre le pareció extraño para el lago. Al final ella piensa que a pesar de haber vencido a Max Cady y permanecer unida con su familia, siempre quedará marcada por lo que Cady les hizo y dice que tanto ella como sus padres, jamás hablarán de Max Cady otra vez.
En la versión de 1962, el personaje de la hija de Sam Bowden se llama Nancy Bowden. En la versión de 1992 lleva el nombre de Danielle. Juliette Lewis quién la interpretó, improvisó totalmente la escena del teatro de la escuela junto con Robert De Niro. Lewis recibió una nominación a la mejor actriz de reparto por su interpretación.